# Lexicon (lettertype)
De Lexicon is een schreeflettertype van de Nederlandse typografisch ontwerper Bram de Does, geproduceerd door The Enschedé Font Foundry (TEFF).

## Geschiedenis
De Lexicon was het tweede letterontwerp van De Does, het eerste was de Trinité. Nadat de Trinité gepubliceerd was, hield De Does een lezing voor de ATypI-conferentie van 1983. Er was hem door veel typografen gevraagd wanneer hij een nieuwe letter zou ontwerpen, en op deze lezing gaf hij aan dat er van zijn hand geen letter meer zou komen. Volgens hem was hij niet in staat om iets te ontwerpen dat significant verschilde van de op de Renaissance geïnspireerde romein zoals de Trinité.
In 1989 echter, nog voordat de digitale Trinité gemaakt moest worden, kreeg De Does de kans om iets geheel anders te proberen. Aanleiding hiervoor waren de problemen waar De Does' collega-ontwerper Bernard C. van Bercum steeds tegenaan liep bij het zetten van de twaalfde versie van de Dikke Van Dale. Het gebruik van bestaande letters zou leiden tot een dikker, en bovendien typografisch minder fraai woordenboek. Van Bercum verwachtte minder problemen met de Trinité (Medium Condensed 1), gezet op zeven punten. De Does bood aan om de a en de e van de Trinité aan te passen, zodat deze op zo'n kleine puntgrootte niet dicht zouden lopen. Nog geen week later stelde hij echter voor om voor de Van Dale een nieuwe letter te ontwerpen, de Lexicon, mede doordat de digitale versie van de Trinité nog niet af was. De eerste ruwe schetsen werden gemaakt met een viltstift, welke vervolgens werden verkleind om het ontwerp te kunnen beoordelen op het juiste formaat. De redactie van het woordenboek was tevreden over het resultaat, en aanvaardde het aanbod om de Lexicon te produceren. Voor het uitwerken van de letter werkte De Does samen met Peter Matthias Noordzij, van The Enschedé Font Foundry, die zijn tekeningen digitaliseerde met het computerprogramma Ikarus M. De eerste digitale versie die in 1992 werd voltooid, was geoptimaliseerd voor gebruik in het woordenboek. De versie die door TEFF wordt gepubliceerd, werd uitgegeven in 1995.

## Kenmerken
De Lexicon is ontworpen met optimale leesbaarheid, ook in kleine korpsen, als belangrijkste criterium. De goede leesbaarheid van de Lexicon is te danken aan de combinatie van korte stokken en staarten en de grote x-hoogte van de letters. Dit zorgt voor een ruim, open en toegankelijk beeld, ook in kleine korpsen. Doordat de kapitalen niet veel groter zijn dan de onderkast, blijft het tekstbeeld rustig. Anders dan bij de Trinité hellen de letters niet.

De Lexicon bestaat uit twee hoofdgroepen: de woordenboekversie Lexicon no. 1, met korte stokken en staarten en de Lexicon no. 2, met stokken en staarten van een conventionele lengte. Elke hoofdgroep bestaat weer uit zes gradaties (in gewicht), gelijkelijk verdeeld over romein en cursief. Deze gradaties ten slotte zijn elk beschikbaar in vijf fonts, met daarin verder nog kleinkapitalen, uithangende cijfers en tabelcijfers. Het lettertype is alleen beschikbaar als PostScript Type 1 font.

## Toepassing
De Lexicon wordt nog steeds gebruikt in de woordenboeken van Van Dale Lexicografie. Het is ook de letter waaruit van 2001 tot 2013 NRC Handelsblad werd gezet; de kopletter werd door De Does speciaal voor deze krant getekend, de Lexicon Headline. Deze is donkerder, contrastrijker en smaller dan de gewone Lexicon Bold. In het buitenland wordt de letter veel gebruikt door Cambridge University Press.

## Trivia
- De 38 werkbladen waarop De Does met de hand de Lexicon ontwierp, zijn in het bezit van de bibliotheek van de Universiteit van Amsterdam.